# Pareuchilia vadoni
Pareuchilia vadoni är en skalbaggsart som beskrevs av Ruter 1964. Pareuchilia vadoni ingår i släktet Pareuchilia och familjen Cetoniidae. Inga underarter finns listade i Catalogue of Life.